# Iván Cruz
Iván Cruz Uceda (Madrid, 24 ottobre 1991) è un cestista spagnolo.

## Palmarès
- Copa Princesa de Asturias: 1

Breogán: 2021